# Parasyrrhizus ludens
Parasyrrhizus ludens är en stekelart som beskrevs av Charles Thomas Brues 1933. Parasyrrhizus ludens ingår i släktet Parasyrrhizus och familjen bracksteklar. Inga underarter finns listade i Catalogue of Life.